# Vandellia cirrhosa
Ванделія звичайна або Ванделія вусата, також Кандірý (Vandellia cirrhosa) — прісноводна риба, яка водиться в річках Амазонії, зустрічається в Болівії, Бразилії, Колумбії, Еквадорі, Перу і вважається серед місцевих жителів небезпечною рибою.

## Опис
Рибка не більше 15 см завдовжки, має вугороподібну форму й майже прозора. Найчастіше зустрічаються екземпляри розмірами не більше сірника.

## Спосіб життя
Vandellia cirrhosa зазвичай паразитує на іншій рибі. Сомик відчуває потоки води, що видихаються іншою рибою й запливає по них у зябра. При цьому він розчепірює свої колючі вирости й живиться кров'ю з кровоносних судин, розташованих у зябрах, за що отримав прізвисько «бразильський вампір». Сомик не смокче кров — після укусу вона витікає із зябер сама. Вже за 30-145 секунд сомик насичується й залишає рибу-хазяїна.
Тубільці бояться цієї риби, тому що вона може заплисти в анальний отвір, вагіну або — в разі маленьких особин — у сечовипускальний канал оголеної людини до самого сечового міхура. Риба-паразит харчується кров'ю й навколишніми тканинами, що може викликати сильний біль. Ураження людини зустрічається вкрай рідко. Vandellia cirrhosa знаходить своїх жертв за домішком у воді аміаку. У випадку риби ця речовина виділяється із зябер в процесі дихання, а у випадку з людиною — із сечовипускального каналу.

## Допомога при ураженні

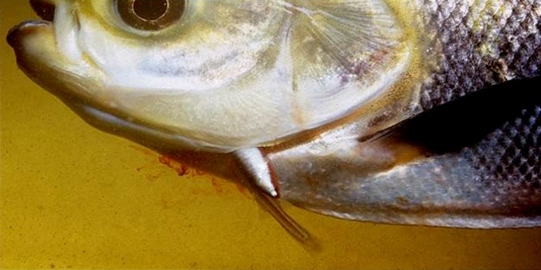
Кандіру висмоктує кров із зябер риби-господаря.

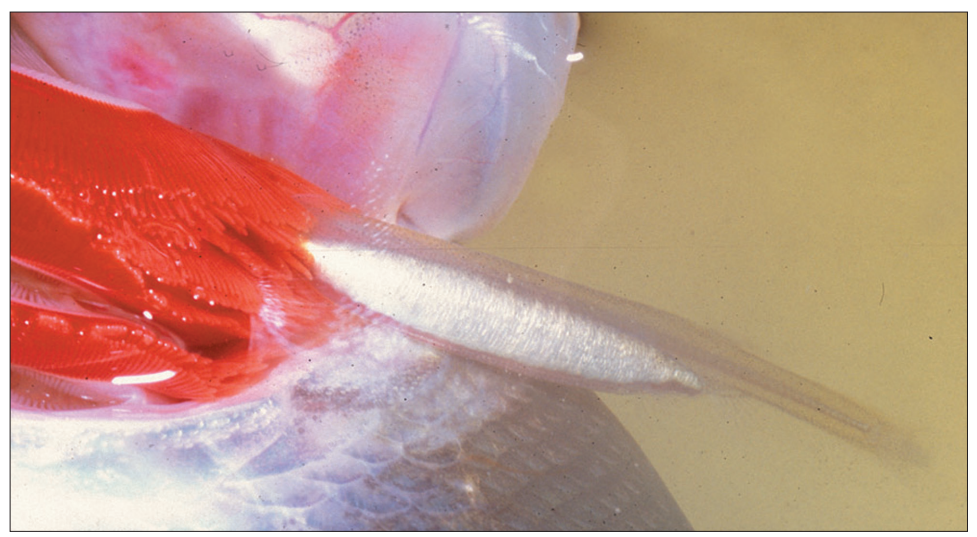
Крупний план кандіру під час живлення, коли він починає набрякати від крові.

Щоб позбавитись Vandellia cirrhosa, місцеві жителі традиційно застосовують соки двох рослин (зокрема, геніпа), які вводять безпосередньо в місце прикріплення рибки, остання при цьому гине й розкладається. Інший спосіб допомоги — хірургічний. У більшості випадків операції проходять без наслідків.
Без медичної допомоги ураження Vandellia cirrhosa може призвести до смерті. Сам сомик гине завжди. Людина для нього не є типовим господарем, і вилізти з людського тіла він не може.

## Ресурси Інтернету
- «Straight Dope» Artikel über den Candiru [Архівовано 9 травня 2008 у Wayback Machine.]